# Rödån
Rödån – miejscowość (tätort) w Szwecji, w regionie administracyjnym (län) Jönköping, w gminie Habo.
Według danych Szwedzkiego Urzędu Statystycznego liczba ludności wyniosła: 272 (31 grudnia 2015), 274 (31 grudnia 2018) i 270 (31 grudnia 2019).